# Clinique d'oncologie du CHU d'Helsinki
La clinique d'oncologie (en finnois : Syöpätautien klinikka) est une clinique du HUS située à Meilahti à Helsinki en Finlande.

## Description
La clinique d'oncologie fait partie du centre hospitalier universitaire d'Helsinki, elle est responsable du traitement oncologique de tous les cancers d'adultes pour le district hospitalier d'Helsinki et de l'Uusimaa. 
La clinique est le premier centre d'oncologie à être accrédité par l'Organisation of European Cancer Institutes et à avoir obtenu le statut de Comprehensive Cancer Center.
La clinique d'oncologie soigne environ 25 000 patients par an[Quand ?]. 
La clinique emploie 240 personnes dont 60 médecins cancérologues, elle accueille environ 500 patients par jour.

## Situation géographique
Dans le même quartier se trouvent la tour hospitalière de Meilahti, l'hôpital d'Haartman, l'hôpital triangulaire de Meilahti, l'hôpital du parc, l'hôpital des yeux et des oreilles, la clinique de gynécologie, l'hôpital pour enfants et des bâtiments de la faculté de médecine de l'université d'Helsinki.